# Rotten (Film)
Rotten (Alternativtitel: Rotten Link, Originaltitel: El eslabón podrido) ist ein argentinisches schwarzhumoriges Horror-Filmdrama von Regisseur Valentín Javier Diment aus dem Jahr 2015.

## Handlung
El Escondido ist ein kleines Dorf in Argentinien, in dem gerade einmal 20 Häuser stehen. In dem fernab von der nächstgrößeren Stadt gelegenen Dorf herrschen Unsitten. Sodomie und Inzest sind an der Tagesordnung, das Dorf wird vom Aberglauben beherrscht. Das einzige technische Gerät ist ein Radio. Die Prostituierte Roberta lebt mit ihrem geistig behinderten Bruder Raoulo und ihrer kranken Mutter in einem der Häuser. Ihre Mutter warnt sie, nicht mit jedem Mann aus dem Dorf zu schlafen, da sie sonst großes Unglück über sich und das Dorf bringen würde. Und so lässt Roberta einen Freier im Dorf aus.
Als ihre Mutter schließlich eines Tages stirbt, wiederholt sie auf dem Sterbebett ihre Warnung. Doch bereits auf dem Rückweg von der Beerdigung fällt sie in die Hände des von ihr verschmähten Freiers. Dieser vergewaltigt sie. Daraufhin verkriecht sie sich bei ihrem Bruder, der sich um sie kümmert. Nach fast einem Monat, in dem Rauolo sie wieder aufpäppelt, schlafen die beiden miteinander. Roberta ist kurz darauf völlig entsetzt, denn ihr Vergewaltiger war damit nicht der letzte Mann des Dorfes, mit dem sie geschlafen hat, sondern ihr eigener Bruder. In ihrer Verzweiflung rennt sie in das Dorf und stört dort eine Versammlung. Dabei löst sich ein Schild, das sie auf der Stelle tötet.
Rauolo bringt ihren Leichnam nach Hause. In seiner blinden Wut geht er anschließend los und tötet auf grausige Weise alle Menschen des Dorfes. Als letzten sucht er den Dorfpfarrer Arón auf, der ihm sagt, dass es sich bei Robertas Tod um einen Unfall gehandelt habe. Er solle Gott oder der Menschheit die Schuld geben. Daraufhin fragt ihn Rauolo ob er Gott sei, was der Pfarrer verneint. Die Frage „Bist du ein Mensch?“ bleibt unbeantwortet, denn als dem Pfarrer die Worte fehlen, tötet Raoulo ihn als letzten. Als er seine Tat vollbracht hat, schnappt er sich den Karren, mit dem er dem Dorf immer das Brennholz gebracht hat, und verlässt das Dorf. Auf seinem Weg trifft er zwei junge Mädchen, die er fragt, ob sie „Menschen“ seien. Anschließend tötet er sie und geht weiter.

## Hintergrund
Die Idee kam Sebastián Cortés, einem der Drehbuchautoren, als er seinen Urlaub in einem kleinen Dorf in den argentinischen Bergen verbracht hatte und Valentín Javier Diment von den skurrilen Eigenheiten der Dorfbewohner berichtete. In den beiden Filmschaffenden wuchs die Idee eine Art blutiges Märchen zu entwickeln, das an die Spukgeschichten ihrer Kindheit erinnern sollte.
Valentín Javier Diment übernahm selbst die Rolle des Dorfpfarrers, nachdem ein Darsteller aus Terminschwierigkeiten absagen musste.
Der Film hatte seine Weltpremiere am 28. August 2015 auf dem Film4 FrightFest im Vereinigten Königreich. Der Film wurde im Prince Charles Cinema am Leicester Square gezeigt. Es folgten Festivalvorführungen auf dem Sitges Festival Internacional de Cinema Fantàstic de Catalunya, dem Morbido Film Fest in Mexiko und dem Imagine Film festival in den Niederlanden. Auf dem Sitges gewann er den Zuschauerpreis. In Argentinien selbst wurde der Film am 16. Juni 2016 veröffentlicht. Er gewann den Preis als bester Film 2017 auf dem Fantaspoa International Fantastic Film Festival in Brasilien. Dort wurde auch Luis Ziembrowski als bester Hauptdarsteller ausgezeichnet.
Im deutschsprachigen Raum wurde der Film am 10. Februar 2017 unter dem Titel Rotten Link über das niederländische Uncut-Label Extreme veröffentlicht. Das exklusiv in Österreich und der Schweiz vertriebene Mediabook ist auf 1500 Exemplare limitiert und wurde in zwei Covern vertrieben. In Deutschland erschien der Film am 31. Juli 2020 im Verleih von Splendid unter dem Titel Rotten auf DVD und Blu-ray.

## Kritiken
Der Film wird langsam aufgebaut und entwickelt sich von einer schwarzhumorigen Slapstick-Komödie und Dorfdrama zu einem harten Splatterfilm, der in der letzten Viertelstunde seine Bahn bricht. Von der Horrorfilm-Szene wurde er sowohl wohlwollend als auch ablehnend besprochen. So schrieb Katie Bonham in ihrem Review für die Seite Horrortalk.com, dass es sich um einen gut produzierten und gut gespielten Film handele, der wie kein anderer das Publikum verstöre. Sie bezeichnete ihn als ihren Lieblingsfilm auf dem Frightfest. Howard Gorman besprach den Film für Dreadcentral.com ebenfalls äußerst wohlwollend und bezeichnete ihn als unkonventionell und erstaunlich lustig, er sei aber nicht für jeden gemacht.
Kritisiert wurde jedoch, dass der Film trotz seiner kurzen Laufzeit durchaus Längen habe. Zudem seien die Bilder sehr verstörend, insbesondere die Vergewaltigung sowie die Inzest-Szene.